# 永田琴
永田 琴（ながた こと、1971年 - ）は、日本の映画監督、脚本家。
独立してからしばらくは永田 琴恵（ながた ことえ）名義で活動していた。

## 略歴
関西学院大学商学部卒業。岩井俊二に師事し、数多くの作品で助監督経験を経て、2001年に独立し、フリーのディレクターとして企画や演出をするようになる。同年の『壁穴』（OV）で監督・脚本家デビュー。2004年の『恋人日和』「イカルスの恋人たち」で劇場公開デビュー。2006年に「渋谷区円山町」で本格的に長編映画を手掛ける。2009年には『妄想姉妹〜文學という名のもとに〜』（日本テレビ）でテレビドラマの監督を務める。
2011年、ジンジャースタジオ株式会社を設立し、子どものための映画ワークショップ「えいがっこ！」を主催する。

## 作品

### 永田琴恵名義
- 壁穴（2001年）監督・脚本
- 宇宙に一番ちかい町（2003年）監督
- キットカット「くちづけ篇」・「初恋篇」（2004年）監督
- 朝日の陰で朝食を（2004年）監督
- 恋文日和「イカルスの恋人たち」（2004年）監督
- 東京大学物語（2006年）脚本

### 永田琴名義
- 賢者の贈り物「HOTDOG EXPRESS」（2001年、広島ホームテレビ）監督
- Local Bus「トリトブ部屋」（2001年）監督
- 渋谷区円山町（2006年）監督・編集
- ハヴァ、ナイスデー「初恋のてんまつ」（2006年）監督・脚本
- WOMAN（2007年・ハウスオブ資生堂）監督・脚本・編集
- Little DJ〜小さな恋の物語（2007年）監督・脚本
- NIRGILIS「アップデート」（2007年）監督
- エスケイプ（2008年）監督
- Around40〜注文の多いオンナたち〜（2008年、TBSテレビ）タイトルバック企画・演出
- 日にち薬（2008年）監督・脚本
- 妄想姉妹〜文學という名のもとに〜（2009年、日本テレビ）監督
- ブカツ道「お茶の薫り」（2010年、WOWOW）監督
- 空にいちばん近い幸せ〜映画『ジーン・ワルツ』ANOTHER STORY〜（2010年、LISMO!）監督・脚本
- 東京モナムール（2011年、NTTドコモスマートフォンドラマ）監督・脚本
- 下着にまつわる物語（2012年、ワコールwebムービー）監督・脚本・編集
- 分身（2012年、WOWOW）監督・編集[4]
- イタズラなKiss〜Love in TOKYO（2013年、フジテレビTWO）監督
- 変身（2014年、WOWOW）監督
- シャンティ デイズ 365日、幸せな呼吸（2014年）監督・脚本
- 乃木坂46「釣り堀」（2016年）監督
- 栞菜智世「Heaven's Door 〜陽のあたる場所〜」（2016年）監督[5]
- キットカット「その一言がいえなくて」（2016年）監督
- 東野圭吾「片想い」（2017年、WOWOW）監督
- いけいけ!バカオンナ〜我が道を行け〜（2020年）監督[6]
- ライオンのおやつ (2021年) 監督